# Internet Society

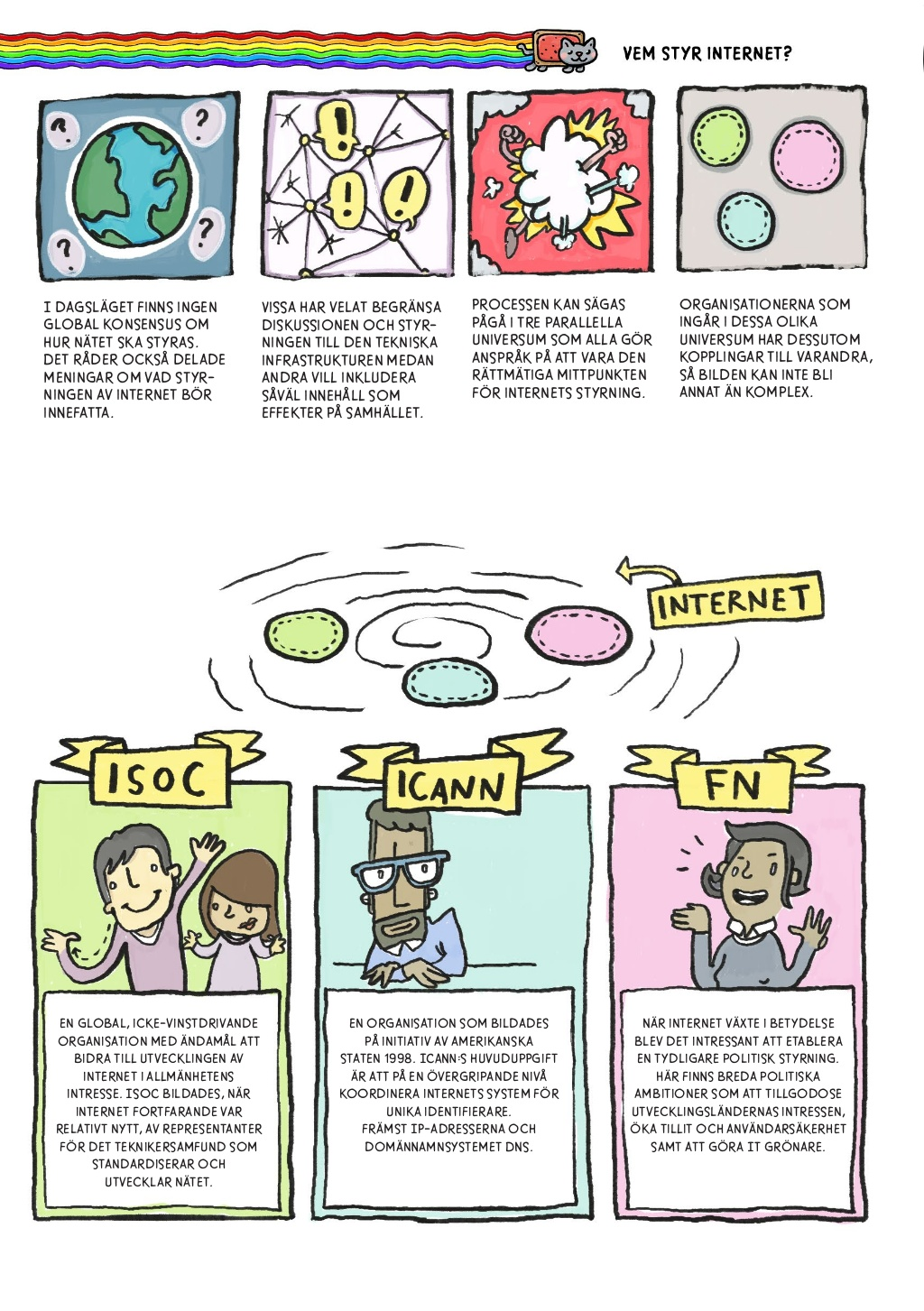
En illustration över hur internet styrs ur Berättelsen om internet.

Internet Society (ISOC) är den organisation som kommer närmast att kontrollera, styra över eller äga internet. ISOC är startat av ungefär samma personer som drog igång spridningen av Internet. Syftet är att leda denna spridning av internet och dess användning. Viktigare är kanske att Internet Society har en viktig roll när det gäller att utse ledamöter och finansiera verksamhet inom olika organ.
Mest känt av dessa organ är kanske Internet Engineering Task Force, men nämnas bör också Internet Engineering Steering Group. Dessa båda organ brukar betraktas som två grenar av Internet Architecture Board.
En annan viktig organisation som arbetar på uppdrag av Internet Society är Internet Assigned Numbers Authority. 
Dessa organ påverkar avgjort internets framtid genom att vidareutveckla de adressystem och den teknik som bär upp internet och som hittills har stått emot påfrestningarna från den enorma tillväxt som kännetecknar detta världsomspännande nät.
Internet Society (ISOC) vill vara ett organ för globalt samarbete kring internet och internet-teknologin. Den internationella inriktningen har på senare tid lett till att ISOC uppmuntrat internet-användarna att bilda nationella ISOC-föreningar (kallade Chapters) i de egna länderna. I Sverige har ISOC-SE startat Stiftelsen för Internetinfrastruktur (Internetstiftelsen), som bl.a. ansvarar för den svenska toppdomänen .se. Enligt stadgarna utser ISOC-SE ordförande och ytterligare en ledamot i Internetstiftelsens styrelse.

## Under eller inom Internet Society finns
- Internet Architecture Board (IAB)
  - Internet Engineering Steering Group (IESG)
    - Internet Engineering Task Force (IETF)
      - The RFC Editor

  - Internet Research Steering Group (IRSG). 
    - Internet Research Task Force (IRTF)